# 旧国家皇宫
舊国家皇宫，原是马来西亚最高元首的宫邸，坐落于賽布特拉路与皇宫路交汇的八打灵山上，占地面积为28英亩（約11.34公頃），在这里可以俯视到巴生河的一角。2011年11月15日，元首宮邸搬遷至位於大使路（现名端姑阿都哈林路）的新國家王宮，原建築改建為皇家博物馆，於2013年2月1日起對公眾開放。

## 历史
舊國家皇宮最初是一座名爲「大宅」（The Big House）的雙層私人洋房，由吉隆坡華人富商陳振永（又稱陳永）於1928年所興建。當時陳永為了讓其8位妻妾和26名孩子可以住在一起，決定買地建造可以容納眾多家庭成員的房子。他買下吉隆坡泰勒路（Taylor Road，今皇宮路）一塊5.26公顷的土地，再邀請建築事務所史旺与麥肯林負責設計這所大宅。
陳永一家人於1929年入住，共住了13年。直到1941年末日本占領馬來亞，陳永逃難至澳洲，家人與其失散後被撤離至印度。1942年至1945年日據時期，大宅被日軍佔領，成為日本總督的住所。日軍投降後，陳永和家人於1946年團聚，但未重新入住大宅，陳永隨後被診斷患癌，於1947年逝世。大宅被英國軍事管理局接管，成為英國皇家空軍的寓所。
1951年，雪蘭莪蘇丹有意在吉隆坡建立新王宮，以取代位於巴生的馬哥打王宮，但新王宮受建築統制法令影響被迫停建。英軍接管的陳永大宅便被裝修改造為雪蘭莪蘇丹的臨時行宮。直到1957年1月，雪蘭莪州政府撥款150萬元在巴生興建雪蘇丹新王宮。聯邦政府則以140.8萬元收購大宅，以作為即將於8月31日獨立日就任的最高元首的宮邸。吉隆坡公共工程部於4月9日開始裝修皇宮，翻新費用共耗資32.8萬元。
在此之後，皇宮曾經有過幾次的修改和擴建，其中最大規模的一次擴建是在1980年，原因是因為當時的最高元首登基典禮由東姑阿都拉曼會堂（如今的旅遊局）移動至國家皇宮內舉行。
2011年，位于吉隆坡大使路（今端姑阿都哈林路）的新国家王宫建成。舊國家王宮於2011年11月15日舉行降旗儀式，其作為馬來西亞最高元首宮邸的使命正式結束。新國家皇宮比舊國家皇宮大，馬來西亞第十四任最高元首苏丹端姑阿都哈林的登基大典也於新國家皇宮舉行。舊國家皇宮則改建為皇家博物館，供民眾參觀。皇家博物館於2022年3月至2024年關閉，以進行翻新工程。

## 建筑
王宫内部有个11.34公顷的花园种植了各种热带花草，花园内同时还有一个游泳池和室内网球场；一般上王宫不对外界开放的，不过王宫大门是众多旅客留影的地方。
王宫的正门上国徽和大红花的纹样装饰，正门两边的拱门有来自马来皇家军团（Rejimen Askar Melayu Diraja）的侍卫和骑卫站岗。在王宫不远处的侍卫所也设有六洞高尔夫球场、网球场和游泳池。
穿过王宫大门以后，在主车道的两旁种植了柏树和木麻黄树，同时有两条分别通往东翼和西翼的车道。
位于东翼的大殿（Balairong Seri）是作为官方用途的场所，一般上它只会在最高元首登基典礼、册封典礼、首相或元首宣誓典礼时开放，偶尔它也会在任命和接待外交使节时作为宴会大厅。
位于东翼楼上的觐见厅（Dewan Mengadap）是国家元首接待外国首脑的场所；同时它也在举行统治者会议期间，作为各州统治者的休息场所。公使馆（Bilik Duta）是最高元首接见首相的场所；元首后馆（Bilik Permaisuri）是最高元首后接待贵宾的场所；首相馆（Bilik Menteri）是访客休息的场所。
位于西翼的统治者会馆（Bilik Mesyuarat Raja-raja）是统治者会议举行的场所。

## 圖庫

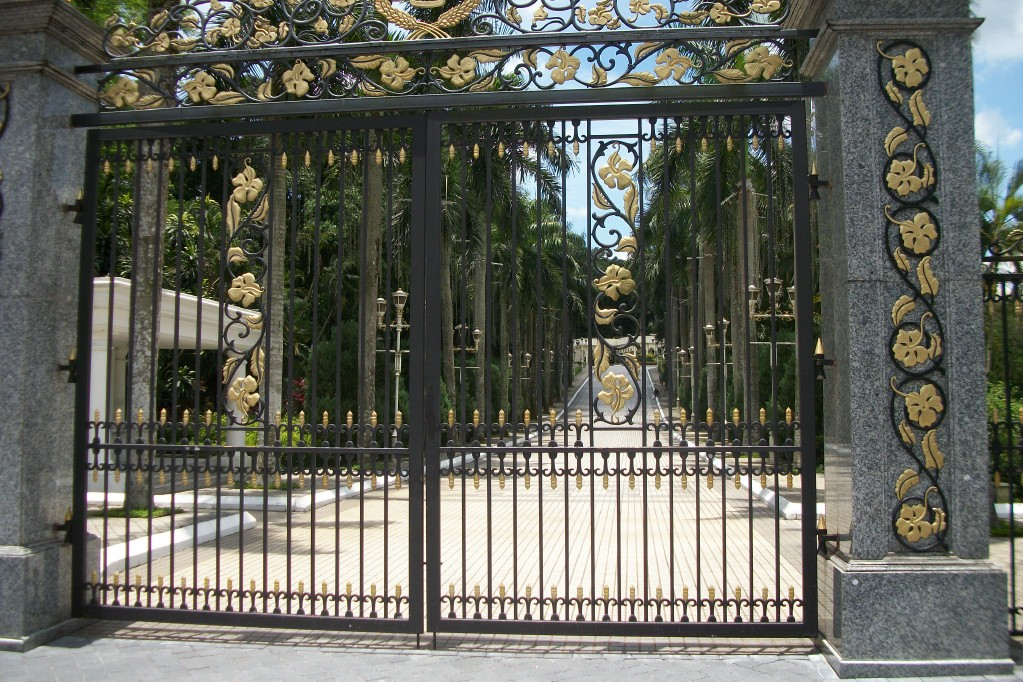
舊國家皇宮正門
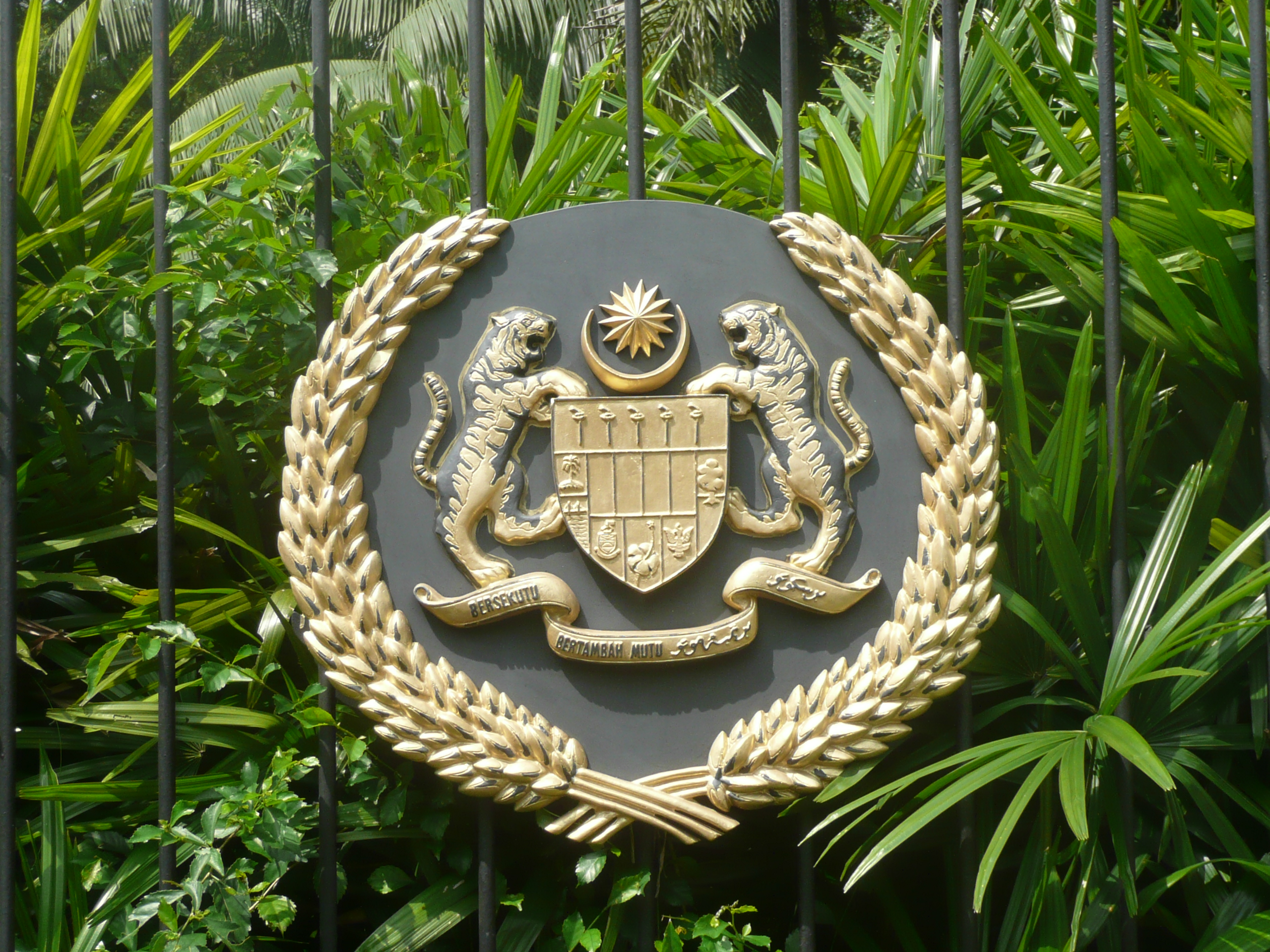
皇宮圍欄上的國徽
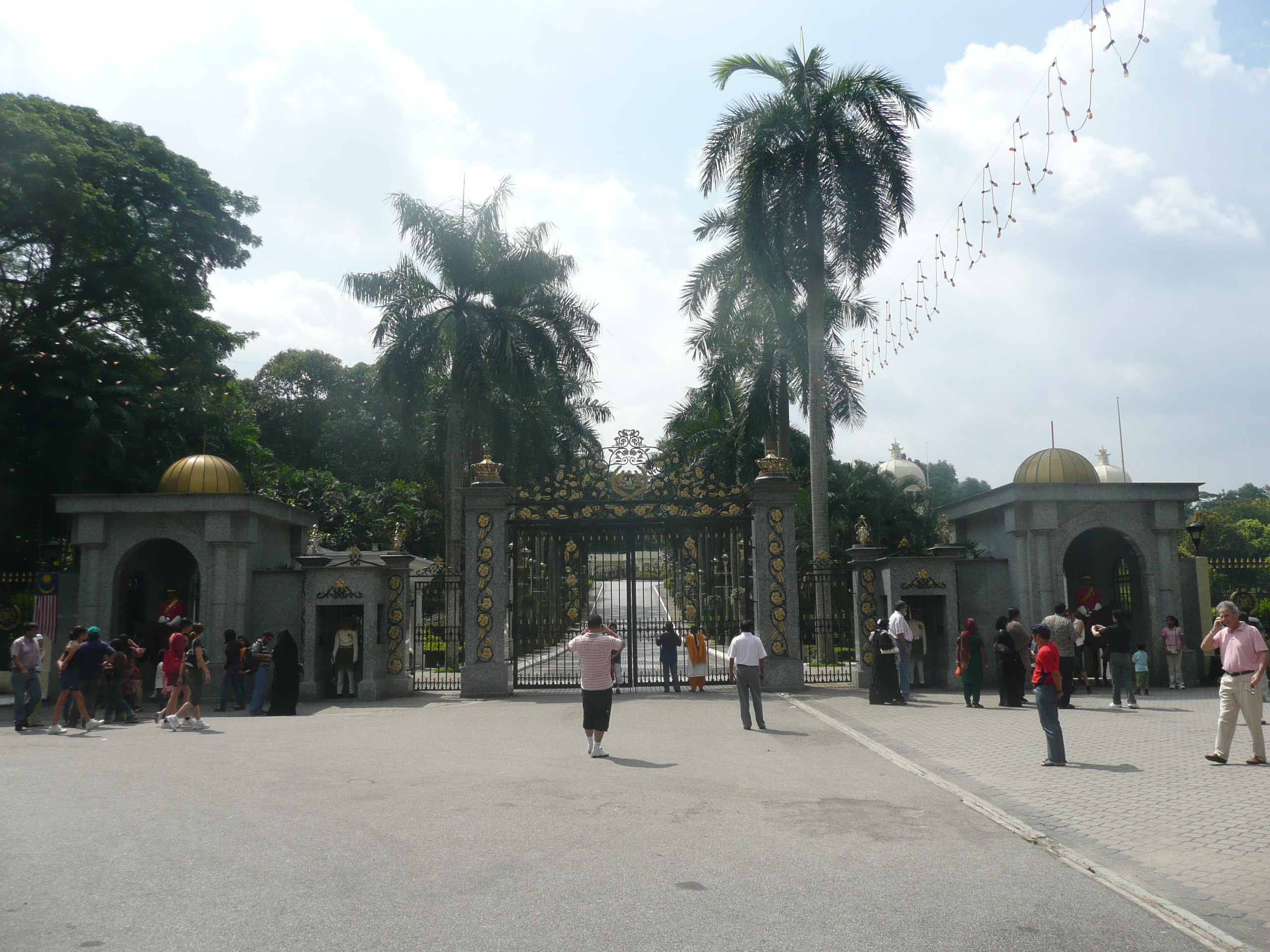
皇宫正门是热门的拍照地點
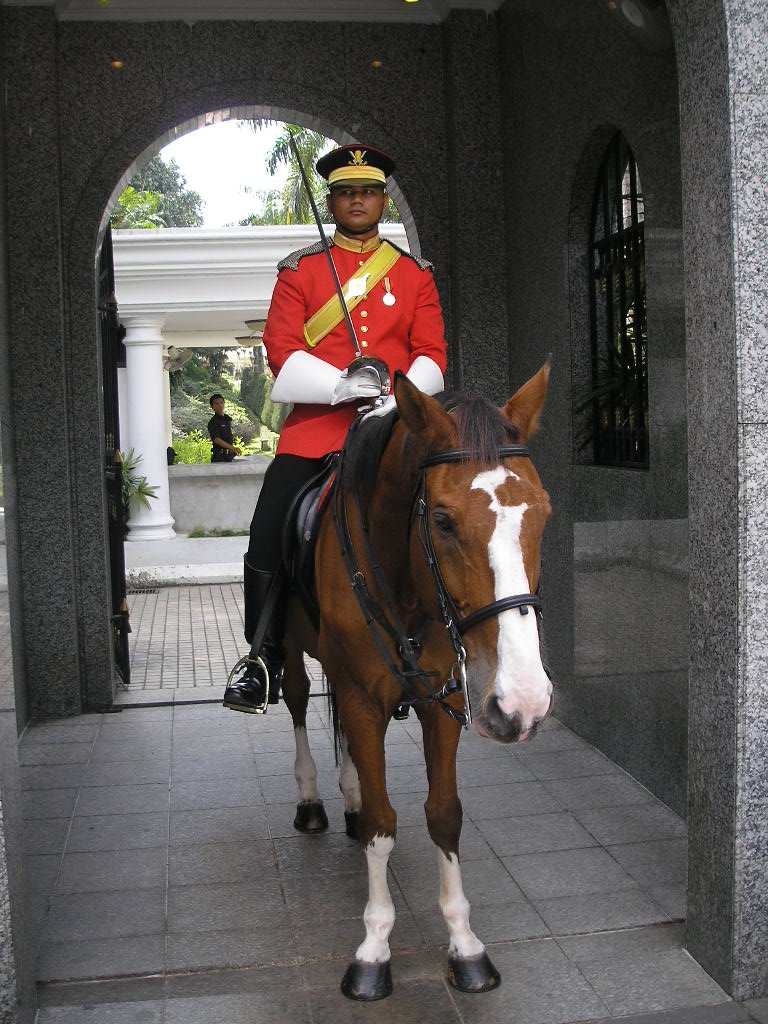
皇家装甲军团（英语：Malaysian Royal Armoured Corps）的骑兵仪仗卫队
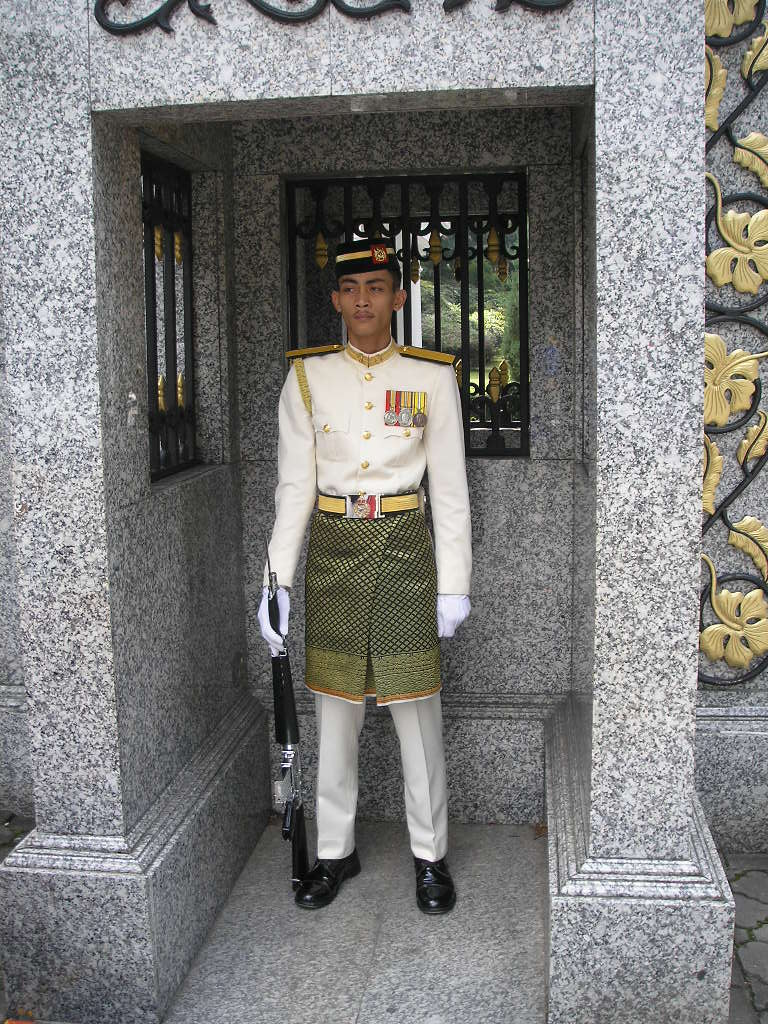
身穿馬來禮裙（英语：samping）的皇家侍衛
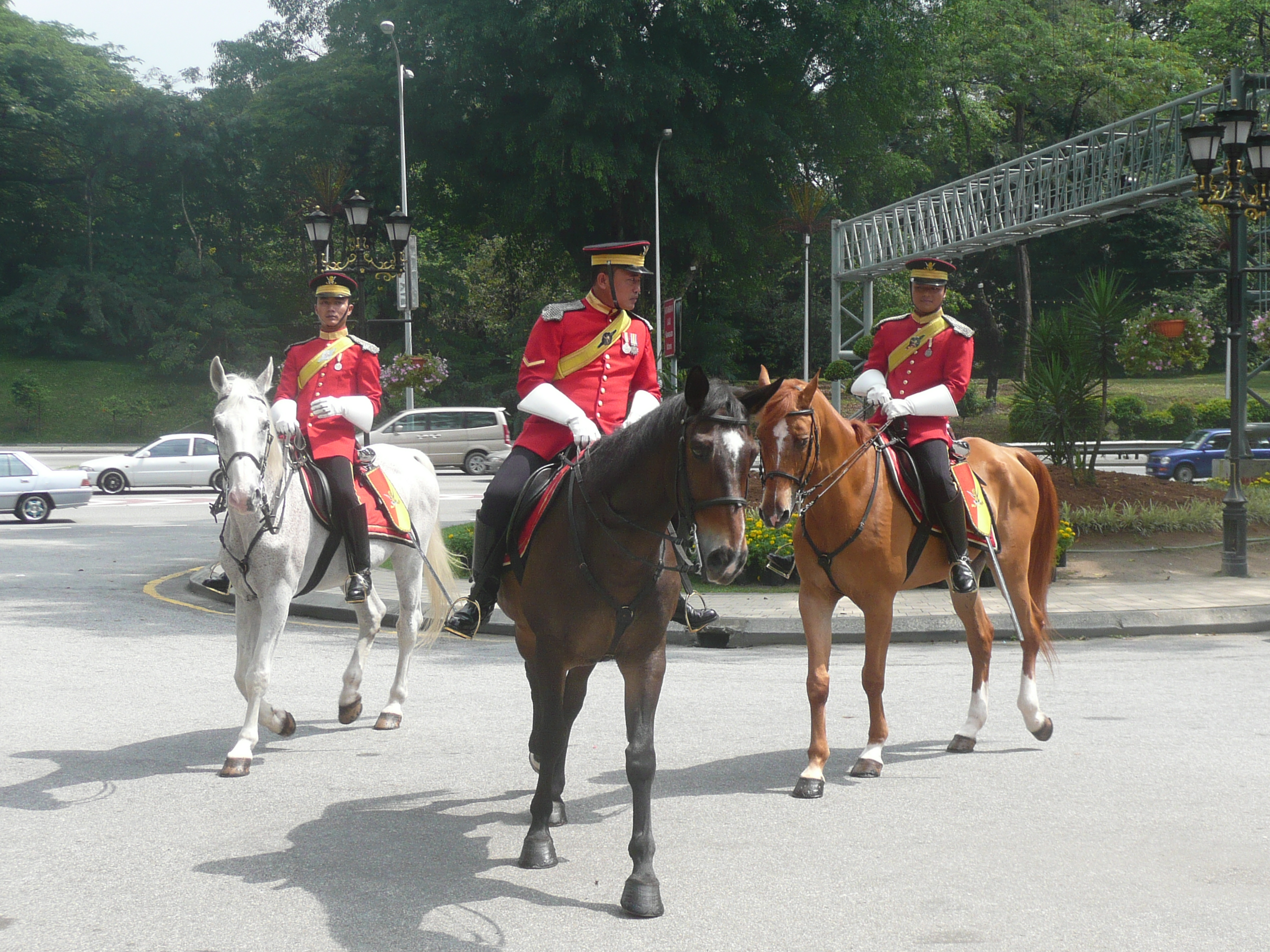
骑兵仪队交接